# Yunguirius
Yunguirius – rodzaj pająków z rodziny lejkowcowatych. Obejmuje 5 opisanych gatunków.

## Morfologia
Pająki osiągające od 6 do 21,8 mm długości ciała. Karapaks mają beczułkowaty, nie krótszy od opistosomy, o ubarwieniu brązowym do czarnego z ciemnymi rowkami rozchodzącymi się promieniście. Jamka karapaksu jest podłużna. Czarne szczękoczułki mają po trzy zęby na krawędziach przednich i po dwa na krawędziach tylnych. Warga dolna jest brązowa lub ciemnobrązowa z białym, porośniętym czarnymi włoskami przodem. Dłuższe niż szerokie sternum ma kolor brązowawy lub brązowy. Kolejność par odnóży od najdłuższej do najkrótszej to: IV, I, II, III lub I, IV, II, III. Prawie owalna z szerszym tyłem opistosoma (odwłok) ma wierzch jednolicie żółtawobrązowy albo żółtawobrązowy z czterema do sześciu ciemnymi szewronami lub ciemnym nakrapianiem. 
Genitalia samicy mają brązową, położoną tylnie spermatekę z nabrzmiałą nasadą, liniowatą, biegnącą ku przodowi główką, przechodzącą płynnie w błoniasty, uchodzący z przodu przewód kopulacyjny. Płytka płciowa ma bardzo duży, położony pośrodkowo, zajmujący około połowy jej obszaru przedsionek z białym osteonem w środku i brązowawymi do brązowych znakami na zewnątrz oraz brązowymi do ciemnobrązowych zmarszczkami. Nogogłaszczki samca mają palcowatą apofizę rzepki, goleń o dużej apofizie retrolateralnej, małej apofizie lateralnej i łyżeczkowatej apofyzie medialnej, cymbium z rowkiem krótszym niż połowa jego długości, gruby embolus z nabrzmiałą nasadą biorący początek na godzinie siódmej, duży konduktor z dwoma odgałęzieniami, z których górne jest duże i szerokie, a dolne wydłużone.

## Rozprzestrzenienie
Przedstawiciele rodzaju występują endemicznie w Chinach. Zasięgiem obejmują Kuejczou, Hunan, Syczuan i Junnan.

## Taksonomia
Takson ten wprowadzony został w 2023 roku przez Li Binga, Zhao Zhe i Li Shuqianga na łamach „ZooKeys” poprzez wyodrębnienie z obfitego w gatunki rodzaju Draconarius. Nazwę ukuto od angielskiej nazwy krainy geograficznej Wyżyny Junnan-Kuejczou (Yunnan-Guizhou Plateau). Wyodrębnienia dokonano na podstawie molekularnej analizy filogenetycznej, której wyniki jako najbliższych krewnych Yunguirius wskazały grupę obejmującą rodzaje Nuconarius, Sinodraconarius i Hengconarius.
Do rodzaju tego należy 5 opisanych gatunków:
- Yunguirius duoge B. Li, Zhao & S. Q. Li, 2023
- Yunguirius ornatus (Wang, Yin, Peng & Xie, 1990)
- Yunguirius subterebratus (Zhang, Zhu & Wang, 2017)
- Yunguirius terebratus (Peng & Wang, 1997)
- Yunguirius xiangding B. Li, Zhao & S. Q. Li, 2023